# Pennisetum baojiense
Pennisetum baojiense är en gräsart som beskrevs av W.X.Tong. Pennisetum baojiense ingår i släktet borstgräs, och familjen gräs. Inga underarter finns listade i Catalogue of Life.